# Aleksánder Lébedev

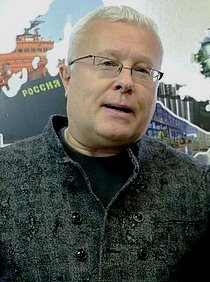
Aleksandr Lébedev, 2019

Aleksandr Yevguénievich Lébedev (en cirílico ruso: Алекса́ндр Евге́ньевич Ле́бедев, Moscú, 16 de diciembre de 1959) es un empresario ruso conocido como uno de los magnates rusos. Fue agente del KGB.
En mayo de 2008, la revista Forbes lo incluyó en la lista de los rusos más ricos y la 358 persona más rica del mundo con una fortuna de 3100 millones $.
Se formó en Instituto Estatal de Relaciones Internacionales de Moscú y posee una tercera parte de Aeroflot, el diario ruso Nóvaya Gazeta y de varios diarios británicos con su hijo Evgeny Lébedev: Evening Standard, The Independent, Independent on Sunday.